# Michel Ledoux

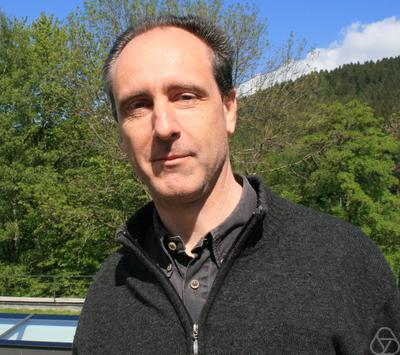
Michel Ledoux

Michel Ledoux (* 1958) ist ein französischer Mathematiker, der sich mit Wahrscheinlichkeitstheorie befasst. Er ist Professor an der Universität Toulouse.
Ledoux wurde 1985 an der Universität Straßburg promoviert (Propriétés limites des variables aléatoires vectorielles).
Er befasste sich unter anderem mit Isoperimetrischen Ungleichungen in Analysis und Wahrscheinlichkeitstheorie.
2010 erhielt er den Prix Servant. 2014 war er Eingeladener Sprecher auf dem ICM in Seoul (Heat flows, geometric and functional inequalities). 2019 wurde Ledoux in die Academia Europaea gewählt.

## Schriften
- mit Michel Talagrand Probability in Banach spaces, Ergebnisse der Mathematik und ihrer Grenzgebiete, Springer Verlag 1991, 2. Auflage 2002
- Isoperimetry and Gaussian analysis, Ecole d’été de Probabilités de St-Flour 1994. Lecture Notes in Math. 1648, Springer Verlag 1996, S. 165–294.
- The concentration of measure phenomenon. Introduction, References, Mathematical Surveys and Monographs 89, American Mathematical Society, 2001, 2. Auflage 2005
- mit P. Barbe Probabilité, Belin 1998, EDP Sciences 2007
- mit Dominique Bakry, Ivan Gentil: Analysis and Geometry of Markov Diffusion Operators, Springer, Grundlehren der mathematischen Wissenschaften, 2014